# OSC Düsseldorf
Der Olympische Sportclub Düsseldorf (kurz OSC Düsseldorf) ist ein reiner Badmintonverein aus Düsseldorf in Nordrhein-Westfalen. Der Verein wurde 1935 als allgemeiner Sportverein gegründet.

## Geschichte
Nach dem Zweiten Weltkrieg wurde der Verein als solcher wiederbelebt, der sich ausschließlich der Sportart Badminton widmet. Erste Erfolge in dieser Sportart gab es im Jahr 1975, als Heidi Bender (geb. Krickhaus) deutsche Juniorenmeisterin wurde. Bei den Erwachsenen dauerte es noch bis 1988, ehe Nicole Baldewein die erste Medaille für den Verein einfahren konnte. In den folgenden acht Jahren war der OSC einer der leistungsstärksten Badmintonvereine Deutschlands. Höhepunkte waren der Bronzemedaillengewinn bei der deutschen Mannschaftsmeisterschaft 1994 und Silber 1996. Nach der letztgenannten Saison musste man sich jedoch aus wirtschaftlichen Gründen aus der Bundesliga zurückziehen.

## Erfolge
| Saison    | Veranstaltung                     | Disziplin    | Platz | Name                                                                           |
| --------- | --------------------------------- | ------------ | ----- | ------------------------------------------------------------------------------ |
| 1987/1988 | Deutsche Einzelmeisterschaft      | Dameneinzel  | 3     | Nicole Baldewein (OSC Düsseldorf)                                              |
| 1988/1989 | Deutsche Einzelmeisterschaft      | Damendoppel  | 2     | Nicole Baldewein (OSC Düsseldorf) / Kerstin Ubben (FC Langenfeld)              |
| 1988/1989 | Deutsche Einzelmeisterschaft      | Dameneinzel  | 2     | Nicole Baldewein (OSC Düsseldorf)                                              |
| 1989/1990 | Deutsche Einzelmeisterschaft      | Damendoppel  | 1     | Kerstin Ubben / Nicole Baldewein (FC Langenfeld / OSC Düsseldorf)              |
| 1990/1991 | Deutsche Einzelmeisterschaft      | Damendoppel  | 1     | Kerstin Ubben / Nicole Baldewein (FC Langenfeld / OSC Düsseldorf)              |
| 1990/1991 | Deutsche Einzelmeisterschaft      | Dameneinzel  | 2     | Nicole Baldewein (OSC Düsseldorf)                                              |
| 1991/1992 | Deutsche Einzelmeisterschaft      | Dameneinzel  | 3     | Nicole Baldewein (OSC Düsseldorf)                                              |
| 1991/1992 | Deutsche Einzelmeisterschaft      | Damendoppel  | 1     | Kerstin Ubben / Nicole Baldewein (Eintracht Südring Berlin / OSC Düsseldorf)   |
| 1992/1993 | Deutsche Einzelmeisterschaft      | Dameneinzel  | 3     | Nicole Baldewein (OSC Düsseldorf)                                              |
| 1992/1993 | Deutsche Einzelmeisterschaft      | Damendoppel  | 3     | Nicole Baldewein / Anne-Katrin Seid (OSC Düsseldorf / Fortuna Regensburg)      |
| 1993/1994 | Deutsche Mannschaftsmeisterschaft | Mannschaft   | 3     | OSC Düsseldorf                                                                 |
| 1993/1994 | Deutsche Einzelmeisterschaft      | Damendoppel  | 1     | Nicole Baldewein / Karen Stechmann (OSC Düsseldorf / FC Langenfeld)            |
| 1993/1994 | Deutsche Einzelmeisterschaft      | Herrendoppel | 2     | Michael Keck / Stephan Kuhl (FC Langenfeld / OSC Düsseldorf)                   |
| 1993/1994 | Deutsche Einzelmeisterschaft      | Dameneinzel  | 1     | Nicole Baldewein (OSC Düsseldorf)                                              |
| 1993/1994 | Deutsche Einzelmeisterschaft      | Damendoppel  | 2     | Katrin Schmidt (TuS Wiebelskirchen) / Kerstin Ubben (OSC Düsseldorf)           |
| 1993/1994 | Deutsche Einzelmeisterschaft      | Mixed        | 2     | Stephan Kuhl / Kerstin Ubben (TuS Wiebelskirchen / OSC Düsseldorf)             |
| 1994/1995 | Deutsche Einzelmeisterschaft      | Damendoppel  | 1     | Katrin Schmidt / Kerstin Ubben (TuS Wiebelskirchen / OSC Düsseldorf)           |
| 1994/1995 | Deutsche Einzelmeisterschaft      | Herrendoppel | 3     | Stefan Frey / Stephan Kuhl (TV 1884 Neckarau / OSC Düsseldorf)                 |
| 1994/1995 | Deutsche Einzelmeisterschaft      | Mixed        | 3     | Stephan Kuhl / Kerstin Ubben (OSC Düsseldorf)                                  |
| 1995/1996 | Deutsche Einzelmeisterschaft      | Mixed        | 2     | Stephan Kuhl / Nicol Pitro (OSC Düsseldorf / TuS Wiebelskirchen)               |
| 1995/1996 | Deutsche Einzelmeisterschaft      | Herrendoppel | 2     | Stephan Kuhl / Björn Siegemund (OSC Düsseldorf / Fortuna Regensburg)           |
| 1995/1996 | Deutsche Einzelmeisterschaft      | Herrendoppel | 3     | Martin Kranitz / Franz-Josef Müller (SSV Heiligenwald / OSC Düsseldorf)        |
| 1995/1996 | Deutsche Einzelmeisterschaft      | Herreneinzel | 3     | Franz-Josef Müller (OSC Düsseldorf)                                            |
| 1995/1996 | Deutsche Einzelmeisterschaft      | Damendoppel  | 1     | Katrin Schmidt / Kerstin Ubben (TuS Wiebelskirchen / OSC Düsseldorf)           |
| 1995/1996 | Deutsche Einzelmeisterschaft      | Dameneinzel  | 2     | Nicole Baldewein (OSC Düsseldorf)                                              |
| 1995/1996 | Deutsche Einzelmeisterschaft      | Damendoppel  | 2     | Nicole Baldewein (OSC Düsseldorf) / Karen Stechmann (FC Langenfeld)            |
| 1995/1996 | Deutsche Mannschaftsmeisterschaft | Mannschaft   | 2     | OSC Düsseldorf (Hu Zhilang, Xie Yanchun, Nicole Baldewein, Franz Josef Müller) |
| 1995/1996 | Deutsche Einzelmeisterschaft      | Mixed        | 3     | Björn Siegemund / Kerstin Ubben (OSC Düsseldorf)                               |